# Televisión en El Salvador

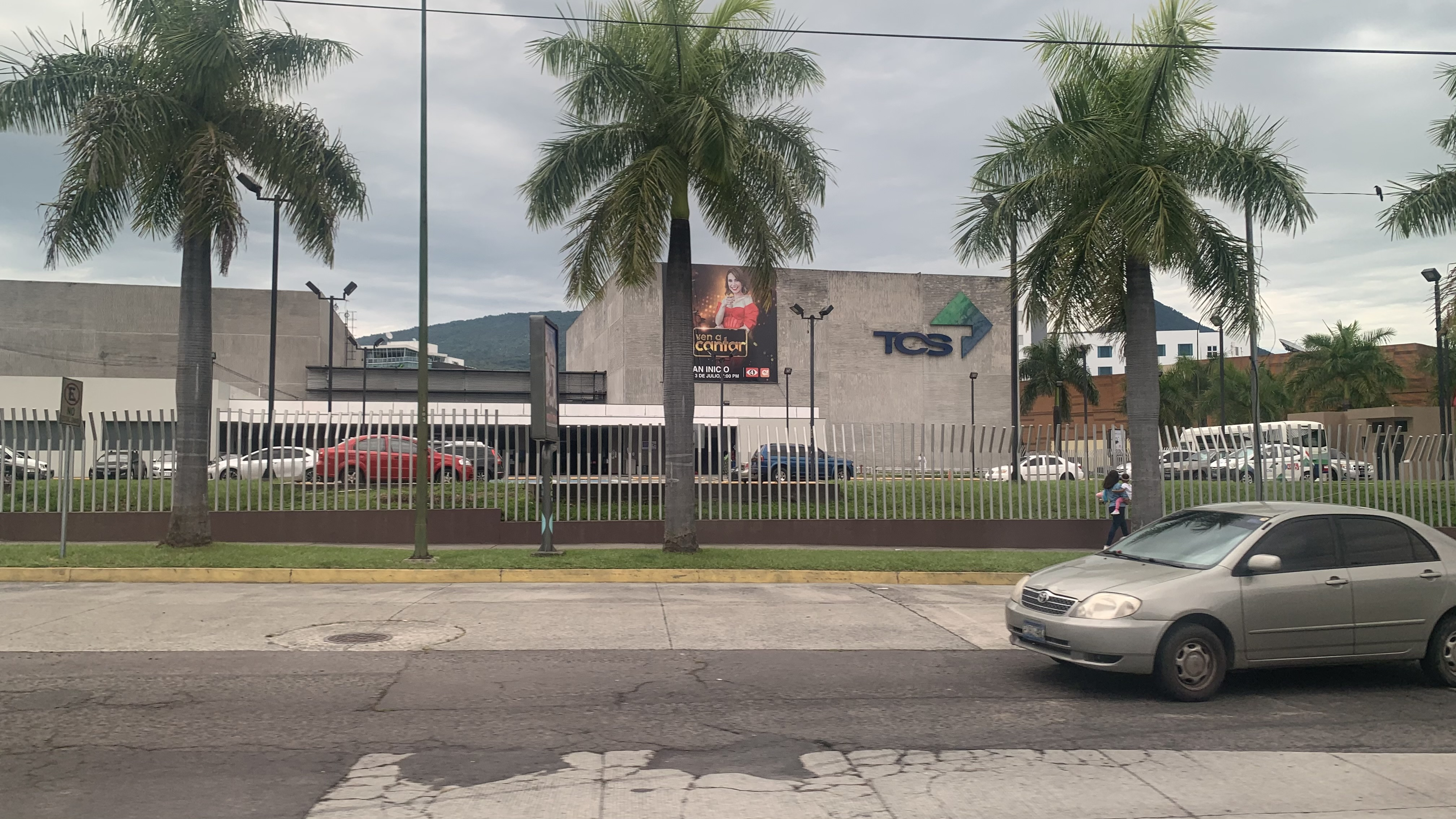
Sede de Telecorporación Salvadoreña en el Foro 4 del distrito de Antiguo Cuscatlán.

La televisión en El Salvador comenzó en 1956 en blanco y negro por YSEB-TV Canal 6, que llamaría la atención a la industria radiodifusora en la década de 1960. Fue tanto que formó parte de la Asociación Salvadoreña de Radiodifusores (ASDER) en 1964 para enfrentar los estancamientos, en respuesta de la crisis política durante la época del autoritarismo militar. A partir del surgimiento de la privatización, la televisión salvadoreña sobrevivió con el apoyo de los televidentes y el crecimiento de la industria que pasó a ser parte de los medios de comunicación más importantes del país. A la fecha existen 42 concesiones de canales de televisión en total: 35 de estos son privados, cinco religiosos y dos públicos. Además, dieciocho canales de televisión llevan con cobertura nacional y 24 canales son regionales; incluyendo servicios de la televisión internacional, normalmente distribuidos por cable y vía satélite. La televisión salvadoreña está encargada por la Superintendencia General de Electricidad y Telecomunicaciones (SIGET) desde 1996, siendo sucesora de la Administración Nacional de Telecomunicaciones (ANTEL).

## Historia
Los primeros intentos de crear televisión fueron realizados por el mexicano Rubén González por iniciativa propia en abril de 1956; en el mismo mes, Boris Eserski, Guillermo Pinto y Tono Alfaro, ex propietarios de la radio YSEB, colaboraron en esta creación. El primer canal de televisión lanzado fue YSEB-TV, ahora conocido como Canal 6 fue lanzando el 7 de septiembre de 1956 como canal público que duró por diez años; su programación era bien corta, iniciaba a las 6:00 p. m. y finalizaba a las 8:00 p. m., y que sólo cubría la ciudad de San Salvador; y que Canal 8 de Televisión llegaría a compartir la señal de 1958 a 1963. Canal 4 de Televisión comenzó como el segundo canal público que duró desde 1959 hasta 1963, que pasó a ser un canal privado en 1966 y que llegó a ser el primer canal con cobertura nacional; esos tres canales fueron partes de Telecentro, la cual fue la primera empresa conglomerado por más de un canal hasta su disolución en 1966.
Después se fundó como sucesor de dos antiguas emisoras públicas llamada Televisión Educativa de El Salvador (Canal 10) de 1964 a 1968, y que volvería a transmitir el 29 de enero de 1973 junto con Canal 8; la cual ambos canales durarían hasta 1989 cuando Canal 8 salió al aire, dejando a Canal 10 como el único canal público de ese entonces. No obstante, el primer canal privado de televisión salvadoreña es Canal 2 que fue estrenada en 1965 sobre la base de la estación de radio Circuito YSR. Y debido al estancamiento de tener solamente este canal y Canal 4, esta cantidad duró hasta que Canal 6 fuera relanzada el 6 de abril de 1973 como el tercer canal privado y el primer canal de televisión en color en tiempo completo utilizando el formato NTSC-M. Aunque tres años antes por cuestiones geográficas sólo se transmitía en la zona occidental en la señal guatemalteca, y que Canal 4 de El Salvador comenzó a transmitir las imágenes a color parcialmente desde el 3 de marzo de 1973 hasta la Copa Mundial de Fútbol de 1974 cuando adaptó completamente. Con esta innovación del sistema televisiva, todos los canales de televisión a lo largo de la década de los 1970 pasaron a sus pantallas a color.
Así se mantuvo la cantidad de cinco canales de televisión, hasta que en 15 de diciembre de 1984 nació Canal 12 como competidor directo de los tres canales privados. Para 1985, ya con la fusión de los Canales 2, 4 y 6, Don Boris Eserski, uno de los pioneros de la televisión, fundó Telecorporación Salvadoreña para facilitar su administración con los tres concesiones, y competir con otras empresas. El 1 de marzo de 1993, se funda la tercera empresa de medios privada llamada Grupo Megavisión, con el inicio de transmitir el primer canal UHF a nivel nacional, Canal 21, y que dos años después fundara Canal 19, ambas con la concesión de Inversiones de Desarrollo Industrial y Agrícola (INDESI). Estos dos canales fueron los que abrieron paso a que más empresas televisivas tomaran concesiones de los canales como Canal 33, VTV (hoy TCS+) y canales regionales de El Salvador; incluyendo el regreso del Canal 8 con la propiedad de Asociación Agape de El Salvador en 2001.
Otras formas de ver la televisión en El Salvador llegaron por cable y vía satélite por avances tecnológicos y la adaptación de señal internacional, por lo cual están basados en televisión de paga. Los primeros que llegaron con la aprovación de ANTEL fueron Telesat y Futurama en 1986, y que en los años 1990 creció con la extensiones de las concesiones de la banda UHF con Cablevisa, Multicable y Amnet, incluyendo empresas extranjeras como Tecavisa. Actualmente ofrece programación variable por canales temáticos con cientos de operadores y proveedores como Tigo Star, Claro TV, Movistar TV, Sky y Universal Cable Apopa.
Ya entrando el siglo XXI, El Salvador estaba listo para que fuera estrenada a la televisión digital que inicialmente adoptó los Estándares ATSC para la transmisión de televisión digital terrestre, pero luego en 2017 decidió adoptar el estándar internacional ISDB-T utilizado en muchas otras naciones latinoamericanas. El primer canal de televisión digital es Canal 10 el 21 de diciembre de 2018, y sirve tres canales en uno; actividad que otros canales comenzaron a migrar, a través de apagón analógico, y se espera para el 1 de diciembre de 2024 a que El Salvador solamente se emitirá en señal digital en la señal abierta.

## Canales de televisión salvadoreños
Los siguientes son los canales de televisión producidos en El Salvador.

### Canales con cobertura nacional
| Logo | Canal              | Indicativo de señal | Eslogan                       | Inicio de transmisiones           | Propietario                                       | Concesionario                          | Web |
| ---- | ------------------ | ------------------- | ----------------------------- | --------------------------------- | ------------------------------------------------- | -------------------------------------- | --- |
|      | Canal 6 Primario   | YSLA                | Conéctate                     | 6 de abril de 1973 (52 años)      | Telecorporación Salvadoreña (Privado)             | Canal Seis, S.A.                       | Canal 6 (enlace roto disponible en Internet Archive; véase el historial, la primera versión y la última). |
|      | Canal 4 Secundario | YSU                 | Sintonizate                   | 4 de enero de 1959 (66 años)      | Telecorporación Salvadoreña (Privado)             | YSU Canal Cuatro, S.A.                 | Canal 4 Archivado el 8 de octubre de 2020 en Wayback Machine.                                             |
|      | Canal 2 Secundario | YSR                 | Sonría, está con el dos       | 30 de noviembre de 1965 (59 años) | Telecorporación Salvadoreña (Privado)             | Canal Dos, S.A. de C.V.                | Canal 2 Archivado el 8 de octubre de 2020 en Wayback Machine.                                             |
|      | TCS+ Temático      | YSUT                | ¡TCS Plus, te da más!         | 25 de septiembre de 2017 (7 años) | Telecorporación Salvadoreña (Privado)             | YSU Radio Cadena, S.A. de C.V.         | TCS+ Archivado el 8 de octubre de 2020 en Wayback Machine.                                                |
|      | Canal 12 Primario  | YSWX                | Va con vos                    | 15 de diciembre de 1984 (40 años) | Red Salvadoreña de Medios de Albavisión (Privado) | Canal Doce de Televisión, S.A. de C.V. | Canal 12                                                                                                  |
|      | TUTV Secundario    | YSTU                | Información y entretenimiento | 10 de abril de 2014 (11 años)     | Red Salvadoreña de Medios de Albavisión (Privado) | TV Red, S.A. de C.V.                   | TUTV |
|      | Canal 21 Primario  | YSXO                | Tome el control               | 1 de marzo de 1993 (32 años)      | Megavisión (Privado)                              | INDESI, S.A. de C.V.                   | Canal 21                                                                                                  |
|      | Canal 19 Temático  | YSXU                | Tu canal con conciencia verde | 16 de noviembre de 1995 (29 años) | Megavisión (Privado)                              | INDESI, S.A. de C.V.                   | Canal 19                                                                                                  |
|      | Canal 10 Primario  | YSTVE               | Así somos                     | 4 de noviembre de 1964 (60 años)  | Gobierno de El Salvador (Público)                 | Ministerio de Educación                | Canal 10                                                                                                  |

### Canales secundarios de señal abierta
Estos son los canales secundarios y regionales de señal abierta de El Salvador.
| Nombre                              | Indicativo | Inicio de transmisiones        | Cobertura                | Programación         | Propietario                                 |
| ----------------------------------- | ---------- | ------------------------------ | ------------------------ | -------------------- | ------------------------------------------- |
| Agape TV                            | YSWE       | 6 de junio de 2001 (24 años)   | Nacional                 | Católico y Educativo | Asociación Ágape de El Salvador             |
| Televisión Legislativa              | YSAL       | 1 de mayo de 2014 (11 años)    | Nacional                 | Legislativo          | Asamblea Legislativa de El Salvador         |
| Taber TV                            | YSXL       | 2001 (24 años)                 | Zona Occidental y Cental | Religioso            | Misión Bautista Internacional               |
| Órbita TV                           | YSZX/YSVN  | 1 de febrero de 2015 (10 años) | Nacional                 | Informativo          | Grupo Órbita                                |
| Elim TV                             | YSWV       | 17 de marzo de 2011 (14 años)  | Nacional                 | Religioso            | Corporación Cristiana de Radio y Televisión |
| TVCA                                | YSBQ/YSNA  | 25 de marzo de 2014 (11 años)  | Nacional                 | Religioso            | Televisión Católica Arquidiocesana          |
| El Canal de Jesús Cristo (Canal 65) | YSMH       | 1 de junio de 2009 (16 años)   | Nacional                 | Religioso            | Mauricio Cardoza Rodríguez                  |
| ESTV-Unife El Salvador              | YSAE       | 1 de agosto de 1993 (32 años)  | Nacional                 | Religioso            | Master Communications, S.A. de C.V          |
| Tele1                               | YSXY       | 7 de enero de 2019 (6 años)    | Zona Central             | Variedades           | Ricardo Alejandro Recinos                   |

### Canales desaparecidos de señal abierta
| Logo | Nombre   | Indicativo | Inicio de transmisiones | Cierre de transmisiones | Cobertura | Programación  | Propietario                            |
| ---- | -------- | ---------- | ----------------------- | ----------------------- | --------- | ------------- | -------------------------------------- |
|      | Canal 33 | YSTP       | 20 de enero de 1995     | 1 de marzo de 2023      | Nacional  | Universitario | Universidad Tecnológica de El Salvador |

### Televisión por suscripción
Son los canales que solo pueden ser vistos por cable.
| Logo | Nombre | Inicio de transmisiones          | Cierre de transmisiones | Programación | Propietario   |
| ---- | ------ | -------------------------------- | ----------------------- | ------------ | ------------- |
|      | TVX    | 5 de noviembre de 2012 (12 años) | 1 de mayo de 2025       | Variedades   | Oscar Berrios |